# Paul Ibos
Pour la commune française, voir Ibos.
Paul Ibos, né le 18 août 1919 à Saïgon et mort le 12 mars 2015 au Chesnay,, est un résistant français, compagnon de la Libération. Après la guerre, il est dirigeant d'entreprise, et notamment sous-directeur d'UTA.

## Biographie

### Famille
Il est le fils du général d'infanterie de marine et écrivain Pierre Ibos et d'Yvonne Augé, et le dernier de leurs quatre enfants.

### Études
Il se rend en métropole pour y faire ses études.
Il entre successivement aux lycées Louis-le-Grand et Lakanal, où il obtient son baccalauréat. Puis, il intègre le lycée Michel-Montaigne de Bordeaux où il prépare l'École de l'air.

### Engagement et Résistance
Le 1er octobre 1939, il s'engage pour la durée de la guerre. Il choisit l'Armée de l'air. Il est admis aux cours d'élève officier de réserve (EOR) à Châteauroux. Il est nommé aspirant en janvier 1940. Il est breveté observateur en aviation puis, en mai 1940, affecté au Centre d'instruction de bombardement de Toulouse.
En juin, il se replie avec son unité à Port-Vendres. Le 17 juin, révolté par le discours radiodiffusé du maréchal Pétain, il cherche à se rendre en Angleterre avec ses camarades Henri Labit et Antoine Forat. Ils obtiennent de faux papiers polonais puis un visa pour l'Espagne et s'embarquent pour l'Angleterre au Portugal en août 1940.
À Londres, il s'engage comme sous-lieutenant dans les Forces aériennes françaises libres (FAFL). Il rejoint alors l'école de pilotage d'Odiham.
En avril 1941, il est affecté au Groupe de bombardement no 2 de Georges Goumin à Takoradi ; chargé de missions de reconnaissance, il participe à la première campagne de Libye. Il rejoint ensuite, à sa création en septembre 1941 et comme officier observateur, le groupe de bombardement Lorraine, avec lequel il fait la seconde campagne de Libye.
En novembre 1941, il est cité une première fois à l'ordre de l'armée, après des résultats satisfaisants lors d'une mission de bombardement.
Il est promu lieutenant en juin 1942. Il est détaché au Coastal Command à Saint-Jean-d'Acre auprès du squadron 203. En octobre, il obtient son brevet de pilote militaire à l'école de pilotage de Damas.
Retourné en Angleterre en janvier 1943, il réintègre le « Lorraine » auprès du squadron 342 en septembre. Dès lors, il est navigateur leader d'escadrille sur le front de l'Ouest. Blessé, il reçoit également une nouvelle citation à l'ordre de l'armée.
Il est promu capitaine en juin 1944. Blessé, après avoir accompli 145 heures de vol et 74 missions de guerre, il est affecté au 2e bureau de l'État-Major des FAFL à Londres le 1er août 1944.
Par décret du 30 novembre 1944, il est fait compagnon de la Libération.
En juillet 1945, il devient officier de renseignement au groupe de transport 1/15 Touraine, avant d'être démobilisé à sa demande en mars 1946.

### Après la guerre
Rendu à la vie civile, il intègre l'Union aéromaritime de transport (UAT), qui devient ensuite l'Union de transports aériens (UTA). Il en est le sous-directeur.
Il est nommé respectivement commandant de réserve puis honoraire en 1958 puis lieutenant-colonel en 1978.
Il est le dernier survivant du groupe de bombardement Lorraine et l'un des 17 derniers compagnons de la Libération, il meurt le 12 mars 2015 au Chesnay à l'âge de 95 ans. Le secrétaire d'État chargé des Anciens combattants et de la Mémoire Jean-Marc Todeschini rend hommage à un « soldat de la liberté » et le président François Hollande à un « héros de la Seconde Guerre mondiale ».
Il repose au cimetière Notre-Dame de Versailles.

## Décorations
- Commandeur de la Légion d'honneur
- Compagnon de la Libération par décret du 20 novembre 1944[12]
- Croix de guerre 1939–1945 (3 citations)
- Médaille coloniale avec agrafe "Libye"